# Mihovil Bolonić
Mihovil Bolonić (Vrbnik, 3. siječnja 1911. – Krk, 16. veljače 1984.) je bio hrvatski povjesničar te aktivni društveni radnik.

## Životopis
Rodio se u Vrbniku 1911. Studirao je u Ljubljani gdje je diplomirao na Bogoslovnom fakultetu.
Radio je kao tajnik Krčke biskupije. Obnašao je dužnost Stolnog kaptola na Krku i tajnog komornika (noseći naslov monsinjora).
Iako je bio crkvenom osobom, Izvršno vijeće Sabora SRH dodijelilo mu je "izuzetno priznatu mirovinu" zbog zasluga na kulturnom polju.
Znanstvenim se radom bavi u kasnijoj dobi. Uglavnom se je bavio arhivskim materijalima na Krku. Najviše ga je znanstveno zanimala srednjovjekovna i novija povijest Krka, glagoljaška prošlost Krka i okolice, a osobita mu je zasluga otkrivanje ekonomskog i socijalnog položaja malog primorskog puka u prošlosti.
Kao društveni radnik djelovao je u okviru akcija Katoličke Crkve i SSRNH.

## Djela
(izbor)
- mnoštvo studija
- knjige:
- Parčićeva tiskara u Glavotoku
- Zapisnici sjednica i skupština Hrvatske čitaonice u Vrbniku 1871-1929 (suautor Petar Strčić)
- Bratovština sv. Ivana Krstitelja - Kapari - u Vrbniku 1323-1973 i druge bratovštine na Krku
- Otok Krk kroz vjekove (suautor I. Žic)
- Otok Krk - kolijevka glagoljice
- Vrbnik nad morem. Od početaka do propasti Austro-Ugarske